# رفاهية الشركات
رفاهية الشركات (أو دعم الشركات) هو مصطلح يعني الدعم الحكومي للشركات، ويمكن القول أنه يماثل مصطلح الرعاية الاجتماعية للأفراد لكن للشركات والمؤسسات. يستخدم المصطلح غالبا لوصف الهبات أوتقليل الضرائب أو المعاملة الخاصة من الحكومة للشركات. ويُذكر في خضم النقاشات غالباً كيف أن الأثرياء والشركات هم أقل حاجة إلى مثل هذه المعاملة مقارنة بالفقراء والأفراد المحتاجين.
تعريف مصطلح رفاهية الشركات يقتصر في بعض الأحيان على الإعانات الحكومية المباشرة للشركات الكبرى باستثناء الثغرات الضريبية وكافة القرارات التنظيمية والتجارية والتي قد تكون عملياً أكثر فائدة من أي إعانات مباشرة.

## أصل المصطلح
مصطلح رفاهية الشركات «corporate welfare» يقال أنه صيغ في عام 1956 من قبل رالف نادر.